# 경기도교육청

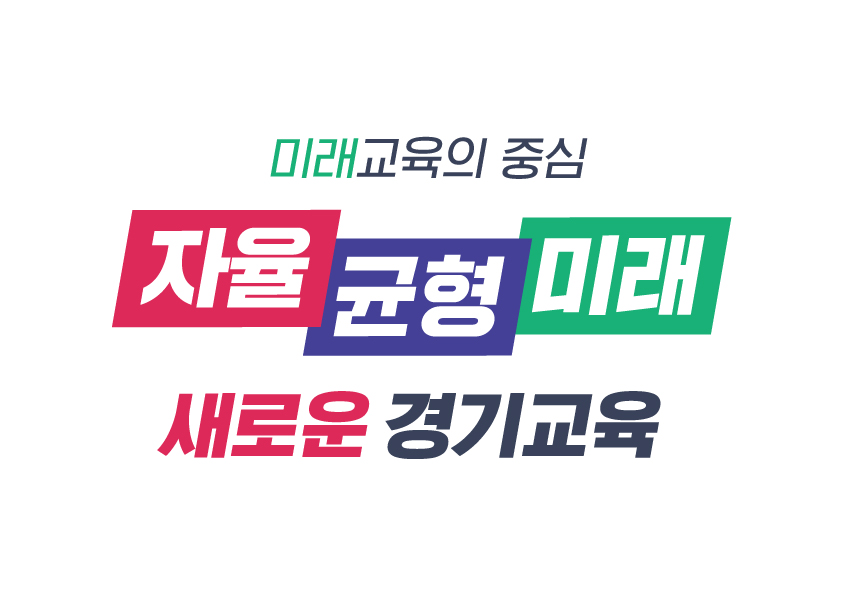
경기도교육청 브랜드 슬로건

경기도교육청(京畿道敎育廳, Gyeonggido Office of Education)은 대한민국 경기도 수원시에 위치한 경기도의 교육에 관한 사무를 담당하는 지방교육행정기관이다. 1956년 처음 설치된 경기도교육위원회가 전신이며 경기도교육청의 교육 슬로건은 '자율·균형·미래, 미래교육의 중심 새로운 경기교육'이다.

## 개요
- 남부청사: 경기도 수원시 영통구 도청로 28
- 북부청사: 경기도 의정부시 동일로 700

## 연혁
- 1956년 10월 2일: 경기도교육위원회 설치.
- 1962년: 경기도교육위원회 폐지. 소관 사무는 경기도청 교육국으로 이관.
- 1964년: 경기도교육위원회 설치.
- 1966년 12월 31일: 교육위원회 신축청사 준공 및 이전 (서울 중구 을지로 6가 18의 131)
- 1969년 12월 29일: 교육위원회 신축청사 준공 및 이전 (경기도 수원시 조원동 495번지)
- 1981년 7월 1일: 인천직할시 교육위원회 (현 인천광역시교육청) 분리
- 1991년 3월 26일: 경기도교육청으로 개편.
- 1993년 5월 2일: 신축강당 준공 (건축면적 1,090.6, 강당객석 942석)
- 1995년 3월 1일: 강화군, 옹진군, 김포군 검단면 분리 (인천광역시교육청 관할 편입)
- 2005년 4월 26일: 경기도교육청 제2청사(이하 경기북부교육청) 개청
- 2009년 4월 21일: 경기도교육정보기록원 개원
- 2022년 7월 1일: 민선5기 임태희 교육감 취임
- 2023년 7월 1일: 경기도교육청 남부청사 광교 신청사로 이전

## 조직
| \| 실·국 \| 담당관실·과 \| \| 교육감 산하 하부조직 \| 교육감 산하 하부조직 \| \| ------------------------- \| ------------------------------------------------------------------------------------------------------------- \| \| \| - 홍보기획관실 \| \| 제1부교육감 산하 하부조직 \| \| \| \| - 감사관실 - 운영지원과 - 지방공무원인사과 \| \| 기획조정실 \| - 정책기획관실 - 미래교육담당관실 - 행정법무담당관실 - 지역교육담당관실 - 예산담당관실 - 학교업무개선담당관실 \| \| 교육행정국 \| - 학교설립기획과 - 재무관리과 - 학교안전과 - 시설과 - 학교공간조성과 - 교육정보화과 \| \| 교육협력국 \| - 의회협력과 - 노사협력과 - 사립학교지원과 - 학교급식보건과 \| \| 제2부교육감 산하 하부조직 \| \| \| 교육정책국 \| - 교육과정정책과 - 교원인사과 - 유아교육과 - 특수교육과 - 진로직업교육과 \| \| 융합교육국 \| - 융합교육정책과 - 생활인성교육과 - 체육건강과 - 평생교육과 - 교육복지과 \| \| 인재개발국 \| - 교육역량정책과 - 행정역량정책과 - 인재개발지원과 \| | - 경기도교육연수원 - 경기도율곡교육연수원 - 경기도융합과학교육원 - 경기도학생교육원 - 경기도국제교육원 - 평화교육원 - 경기평생교육학습관 - 경기도미래교육연수원 - 안전교육관 - 4.16민주시민교육원 - 경기도립도서관 - 경기중앙교육도서관 - 경기도성남교육도서관 - 경기도립과천도서관 - 경기화성교육도서관 - 경기의정부교육도서관 - 경기도교육정보기록원 - 경기도교육복지종합센터 - 경기도학생체육관 - 경기도평촌학생체육관 - 경기도도당학생체육관 - 경기도유아체험교육원 - 경기도고등학교공동실습소 - 경기도농업계고등학교기계공동실습소 - 경기도공업계고등학교공동실습소 - 경기도학생수영장 - 경기도안양학생수영장 - 경기도부천학생수영장 - 경기도화성학생수영장 - 경기도교직원수덕원 - 경기도교직원연천수덕원 - 경기도교직원가평수덕원 - 경기도교직원안성수덕원 | - 수원교육지원청 - 성남교육지원청 - 안양과천교육지원청 - 부천교육지원청 - 광명교육지원청 - 안산교육지원청 - 평택교육지원청 - 군포의왕교육지원청 - 여주교육지원청 - 화성오산교육지원청 - 광주하남교육지원청 - 양평교육지원청 - 이천교육지원청 - 용인교육지원청 - 안성교육지원청 - 김포교육지원청 - 시흥교육지원청 - 의정부교육지원청 - 동두천양주교육지원청 - 고양교육지원청 - 구리남양주교육지원청 - 파주교육지원청 - 연천교육지원청 - 포천교육지원청 - 가평교육지원청 |
| 실·국 | 담당관실·과 | |
| 교육감 산하 하부조직 | | |
| | - 홍보기획관실 | |
| 제1부교육감 산하 하부조직 | | |
| | - 감사관실 - 운영지원과 - 지방공무원인사과 | |
| 기획조정실 | - 정책기획관실 - 미래교육담당관실 - 행정법무담당관실 - 지역교육담당관실 - 예산담당관실 - 학교업무개선담당관실 | |
| 교육행정국 | - 학교설립기획과 - 재무관리과 - 학교안전과 - 시설과 - 학교공간조성과 - 교육정보화과 | |
| 교육협력국 | - 의회협력과 - 노사협력과 - 사립학교지원과 - 학교급식보건과 | |
| 제2부교육감 산하 하부조직 | | |
| 교육정책국 | - 교육과정정책과 - 교원인사과 - 유아교육과 - 특수교육과 - 진로직업교육과 | |
| 융합교육국 | - 융합교육정책과 - 생활인성교육과 - 체육건강과 - 평생교육과 - 교육복지과 | |
| 인재개발국 | - 교육역량정책과 - 행정역량정책과 - 인재개발지원과 | |

## 같이 보기
- 경기도교육감
- 경기도 부교육감
- 대한민국 교육부
- 경기도교육위원회
- 경기도청
- 경기도의회